# طرح آب و برق و اصلاحات ارضی
طرح آب و برق و اصلاحات ارضی کتابی از ابراهیم همایونفر است که در سال ۱۳۳۸ منتشر و برندهٔ جایزه کتاب سال سلطنتی شد.